# Busker Busker
I Busker Busker (버스커 버스커?, Beoseukeo BeoseukeoLR) sono un gruppo musicale indie sudcoreano formatosi nel 2011. Il trio, composto dal cantante e chitarrista Jang Beom-june, dal bassista Kim Hyung-tae e dal batterista Brad Moore, è salito alla ribalta arrivando secondo al talent show Superstar K. Hanno pubblicato due album in studio e un EP che hanno raggiunto la vetta della classifica sudcoreana Gaon, prima di annunciare lo scioglimento temporaneo nel 2013.

## Storia
Jang Beom-june, Kim Hyung-tae e Brad Moore si conoscono nel 2011 all'università Sangmyung di Cheonan, dove Moore insegna inglese e Jang e Kim si stanno laureando in animazione, sei mesi prima di partecipare alla terza edizione di Superstar K. È Kim a contattare Moore dopo aver fallito un esame orale con lui, chiedendogli di sostituire il loro batterista, partito per la leva militare. Secondo la concezione di Jang, il gruppo dovrebbe riunire un buon numero di studenti universitari che si esibiranno a piccoli festival locali di strada e dedicheranno al busking, ma i Busker Busker si consolidano come trio quando partecipano alle audizioni per Superstar K. Invitati telefonicamente ad apparire per diversificare il cast composto prevalentemente da solisti, spiccano tra gli altri concorrenti grazie al sound acustico e folk, e alla presenza di Moore, caucasico e poco versato in coreano. Vengono eliminati, ma con il ritiro della Yeri Band dalla top 10 sono riammessi in gara, arrivando inaspettatamente alla finale. Si classificano secondi e, a causa della stanchezza accumulata durante le riprese, rifiutano di firmare un contratto discografico formale, annunciando di volersi ritirare dalla scena musicale per riflettere sul proprio futuro come gruppo. Successivamente, sono scritturati per sei mesi dalla CJ E&M a patto di poter scrivere la propria musica.

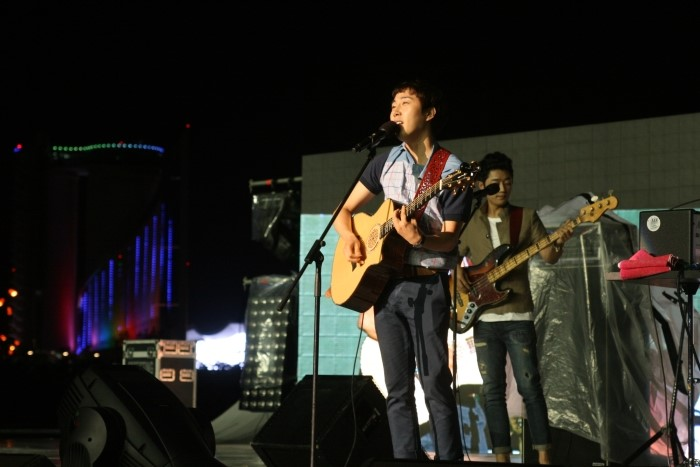
All'Expo 2012 di Yeosu.

Il 29 marzo 2012 esce il loro primo disco, intitolato semplicemente Busker Busker 1st Album, registrato e mixato in tre settimane, e interamente composto e scritto da Jang. Seguito da tre giorni di concerti da tutto esaurito a Seul, vende oltre centomila copie fisiche e 13 milioni di download digitali delle singole tracce in due mesi, rendendoli la band più popolare del Paese. Il brano apripista Cherry Blossom Ending diventa una canzone simbolo della primavera, ritornando ogni anno nelle classifiche sudcoreane all'inizio della stagione. Al 26 maggio 2018, è la traccia più scaricata di sempre nel Paese, con oltre 7,5 milioni di download.
Il 21 giugno 2012, nove giorni prima della scadenza del contratto con CJ E&M, danno alle stampe l'EP Busker Busker 1st Wrap Up Album, contenente cinque tracce non incluse nell'opera precedente. Due esibizioni all'Olympic Hall il 22 e il 23 giugno anticipano un breve periodo di pausa, dopodiché firmano un accordo con la Chungchun Music, sotto la quale pubblicano il secondo album il 25 settembre 2013. Tre mesi dopo, annunciano lo scioglimento temporaneo della band. Jang ha avviato una carriera solista nel 2014, Kim ha costruito PigRabbit, uno studio di media art, mentre Moore ha formato la band Brad Project.

## Formazione
- Jang Beom-june – voce, chitarra
- Kim Hyung-tae – basso
- Brad Moore – batteria

## Discografia

### Album in studio
- 2012 – Busker Busker 1st Album
- 2013 – Busker Busker 2nd Album

### EP
- 2012 – Busker Busker 1st Wrap Up Album

### Singoli
- 2011 – People in Seoul

## Riconoscimenti
- Cyworld Digital Music Award[18]
  - 2011 – Esordiente del mese (ottobre) per Tokyo Girl
  - 2011 – Canzone del mese (ottobre) per Tokyo Girl
  - 2012 – Canzone del mese (aprile) per Cherry Blossom Ending
  - 2013 – Canzone del mese (marzo) per Cherry Blossom Ending
- Circle Chart Music Award
  - 2012 – Canzone dell'anno (aprile) per Cherry Blossom Ending[19]
- Korean Music Award[20]
  - 2013 – Miglior album pop per Busker Busker 1st Album
  - 2013 – Miglior canzone pop per Yeosu Night Sea
  - 2013 – Gruppo dell'anno votato dai netizen
- Melon Music Award
  - 2012 – Album dell'anno per Busker Busker 1st Album[21]
  - 2012 – Top 10 Artisti[21]
  - 2013 – Album dell'anno per Busker Busker 2nd Album[22]
  - 2013 – Top 10 Artisti[23]
- Mnet 20's Choice Awards
  - 2012 – 20's Online Music Award[24]
- Mnet Asian Music Award
  - 2012 – Miglior nuovo artista uomo[25]
  - 2012 – Miglior esibizione di una band per Cherry Blossom Ending[25]
  - 2013 – Miglior esibizione di una band per Love, At First[26]